# Ровте в Селшки долини
Ровте в Селшки долини (словен. Rovte v Selški dolini) је насељено место у општини Шкофја Лока, Горењска трхијс, Словенија.

## Историја
До територијалне реорганизације у Словенији било је у саставу старе општине Шкофја Лока.

## Становништво
У попису становништва из 2011. године, Ровте в Селшки долини је имало 53 становника.
| Број становника према пописима | Број становника према пописима | Број становника према пописима |
| ------------------------------ | ------------------------------ | ------------------------------ |
| 1991                           | 2002                           | 2011                           |
| 58                             | 54                             | 53                             |

Напомена: До 1955. исказивано под именом Ровте.